# Рокалвече (Витербо)
Рокалвече је насеље у Италији у округу Витербо, региону Лацио.
Према процени из 2011. у насељу је живело 211 становника. Насеље се налази на надморској висини од 270 м.